# Henry Marion Howe
Henry Marion Howe, född 2 mars 1848 i Boston, död 14 maj 1922 i Bedford Hills, delstaten New York, var en amerikansk metallurg. Han var son till Samuel Gridley Howe och Julia Ward Howe.
Howe graduerades vid Massachusetts Institute of Technology 1871, var docent i metallurgi där 1883–97 och professor i metallurgi vid Columbia University i New York 1897–1913. Att börja med ägnade sig han under fem år åt kopparns metallurgi; han införde därvid kopparsmältning i Chile och grundlade eller ledde anläggningar i bland annat Kanada och Arizona. År 1872 övergick han till järnets metallurgi och verkade flera år som rådgivande metallurg.
Howes utomordentligt rika produktion började på 1870-talet med arbeten om masugnens rationella skötsel. Han tog verksam del i en av tulltekniska förhållanden orsakad strid om frågan: Vad är stål?, och han fortsatte att ägna sitt liv åt vetenskapligt studium av denna fråga. Det omfattande verket The Metallurgy of Steel (1890) gav honom världsrykte som stålmetallurg. Moderna metallografiska synpunkter tillgodogjorde han vidare i arbetet The Metallography of Steel and Cast Iron (1916), där han gav en kritisk sammanfattning av allt det viktigaste på området. Andra kända arbeten är Metallurgical Laboratory Notes (1902) och Iron, Steel and Other Alloys (1903), vartill kommer halvtannat hundratal skilda uppsatser.
Under de sista 15 åren avstod Howe så långt möjligt från praktiska uppdrag för att kunna ägna sig åt sin vetenskapliga verksamhet. Under första världskriget var han ordförande i ingenjörsavdelningen inom National Research Council. Han verkade bland annat även som president i amerikanska samfundet för materialprovning. En stor mängd yttre utmärkelser kom honom till del, däribland Bessemermedaljen (1895) och John Fritz Medal (1917) samt medlemskap av utländska samfund, bland annat svenska Vetenskapsakademien (1905).